# 埃德温·O·乔丹
埃德温·O·乔丹（英語：Edwin Oakes Jordan，也拼写作 Jordon，1866年7月28日—1936年9月2日）是一位美国细菌学家和公共卫生学家，最早推测1918年流感大流行起源于美国军队在堪萨斯州的福斯顿军营。